# 러브 인 맨하탄
《러브 인 맨하탄》(영어: Maid In Manhattan)은 미국에서 제작된 웨인 왕 감독의 2002년 로맨틱 코미디 드라마 영화이다. 가명을 사용한 존 휴스의 원안에 기반을 두고 있다. 제니퍼 로페즈, 레이프 파인스 등이 출연하였고, 일레인 골드스미스토머스 등이 제작에 참여하였다.

## 줄거리
상원 의원 후보가 호텔 청소부를 호텔 손님인 사교계 명사로 착각하고 사랑에 빠진다.

## 출연
- 제니퍼 로페즈 - 머리사 벤투라 역
- 레이프 파인스 - 크리스토퍼 "크리스" 마셜 역
- 너태샤 리처드슨 - 캐럴라인 레인 역
- 스탠리 투치 -  제리 시걸 역
- 타일러 포지 - 타이 벤투라 역
- 프랜시스 콘로이 - 폴라 번스 역
- 크리스 아이거먼 - 존 벡스트럼 역
- 에이미 시데리스 - 레이철 호프버그 역
- 머리사 머트론 - 스테퍼니 키호 역
- 프리실라 로페즈 - 버로니카 벤투라 역
- 밥 호스킨스 - 라이어널 블록 역
- 리사 로버츠 길런 - 코라 역
- 매디 코먼 - 리젯 역
- 샤론 윌킨스 - 클러리스 역
- 다이 퀀 - 릴리 김 역
- 매릴린 토레스 - 바브 역
- 루 퍼거슨 - 키프 타운젠드 역
- 레이 어라니아
- 에이미 레드퍼드
- 다니엘라 판흐라스
- 크리스털 앨런

## 기타 제작진
- 공동 제작: 리처드 버라타
- 배역: 토드 세일러, 조너선 스트라우스
- 미술: 제인 머스키
- 의상: 앨버트 울스키
- 음악 감독: 랜들 포스터